# Langenhorn, Nordfriesland
Langenhorn, Nordfriesland (danska: Langhorn, nordfrisiska: e Hoorne) är en kommun i Kreis Nordfriesland i förbundslandet Schleswig-Holstein i Tyskland.
Kommunen ingår i kommunalförbundet Amt Mittleres Nordfriesland tillsammans med ytterligare 18 kommuner.